# U-Bahnhof Petuelring
Der U-Bahnhof Petuelring ist ein Bahnhof der Münchner U-Bahn und wurde am 8. Mai 1972 eröffnet.

## Beschreibung
Der Bahnhof liegt im Münchner Stadtteil Schwabing-West unter der Schleißheimer Straße beim namensgebenden Petuelring. Dieser wurde nach dem Ehepaar Ludwig und Karolina Petuel benannt, die eine Million D-Mark für alte Münchner Einwohner spendeten. Die Hintergleiswände bestehen aus Beton, in dem Reliefs von geometrischen Figuren eingegossen sind. Sie sind mit goldener Farbe unterlegt. Die Decke mit Lichtbändern ist mit weißen Aluminium-Lamellen verblendet, während der Boden mit Isarkiesel-Motiv ausgelegt ist. Die Wände der Zwischengeschosse und Treppenaufgänge wurden mit grünlichen Keramikflächen verkleidet. Über Rolltreppen und einen nachgerüsteten Aufzug wird die Haltestelle der hier endenden Tram 27 und die Schleißheimer Straße erreicht.
Seit 2020 steht der U-Bahnhof Petuelring zusammen mit vier weiteren Stationen der Olympia-U-Bahn unter Denkmalschutz.
| Linie | Linienverlauf |
| ----- | --- |
| U3    | Moosach – (797 m) – Moosacher St.-Martins-Platz – (880 m) – Olympia-Einkaufszentrum – (1416 m) – Oberwiesenfeld – (1061 m) – Olympiazentrum – (944 m) – Petuelring – (832 m) – Scheidplatz – (793 m) – Bonner Platz – (1042 m) – Münchner Freiheit – (579 m) – Giselastraße – (744 m) – Universität – (788 m) – Odeonsplatz – (640 m) – Marienplatz – (884 m) – Sendlinger Tor – (843 m) – Goetheplatz – (677 m) – Poccistraße – (624 m) – Implerstraße – (849 m) – Brudermühlstraße – (1149 m) – Thalkirchen – (1129 m) – Obersendling – (785 m) – Aidenbachstraße – (782 m) – Machtlfinger Straße – (1195 m) – Forstenrieder Allee – (808 m) – Basler Straße – (936 m) – Fürstenried West |
| U8    | nur samstags: Olympiazentrum – (944 m) – Petuelring – (832 m) – Scheidplatz – (1103 m) – Hohenzollernplatz – (756 m) – Josephsplatz – (513 m) – Theresienstraße – (730 m) – Königsplatz – (583 m) – Hauptbahnhof – (905 m) – Sendlinger Tor – (746 m) – Fraunhoferstraße – (1116 m) – Kolumbusplatz – (711 m) – Silberhornstraße – (553 m) – Untersbergstraße – (654 m) – Giesing – (1280 m) – Karl-Preis-Platz – (868 m) – Innsbrucker Ring – (982 m) – Michaelibad – (1708 m) – Quiddestraße – (778 m) – Neuperlach Zentrum |